# SpaceX CRS-15
SpaceX CRS-15 eller SpX-15 var en obemannad flygning till Internationella rymdstationen (ISS) med SpaceX:s rymdfarkost Dragon. Farkosten sköts upp med en Falcon 9-raket, från Cape Canaveral SLC-40, den 29 juni 2018. Farkosten dockades med rymdstationen, med hjälp av Canadarm2, den 2 juli 2018.
Farkosten lämnade rymdstationen den 3 augusti 2018, några timmar senare återinträdde den i jordens atmosfär och landade i Stilla havet.

## Dragon
Flygningen var den andra för Dragon-kapseln. Första flygningen var CRS-9.

## Falcon 9
Flygningen var den andra för raketens första steg. Första flygningen var TESS.